# Ледена близалка
Ледената близалка е замразена закуска на пръчка на водна или млечна основа. За разлика от сладоледа или сорбето, които се разбиват, докато се замразяват, за да се предотврати образуването на ледени кристали, ледената шапка е „спокойно“ замразена – замразена в покой – и се превръща в твърд леден блок. Пръчката се използва като дръжка за задържането ѝ. Без пръчка, замразеният продукт е известен като нещо друго, например фриз (freezie).
Ледената близалка е известна като:
- freezer pop (САЩ)
- ice block (Нова Зеландия и Австралия)
- ice drop (Филипини).
- ice lolly (Обединеното кралство)
- ice pop (Великобритания, Индия, Ирландия, Южна Африка)
- icy pole (Австралия)
- paleta (Мексико, Югозападен САЩ)
- popsicle[3][4] (Канада, САЩ)